# Roberto Angelini
Roberto Angelini, detto Bob (Roma, 17 ottobre 1975), è un cantautore e chitarrista italiano.

## Biografia
Ha praticato la musica sin dalla tenera età, stimolato dalla presenza in casa di Vittorio Camardese (il suo patrigno), e di un nonno mecenate che ospitava spesso artisti come Chet Baker. A sedici anni comincia a suonare con i primi complessi rock, heavy metal, jazz e blues. Dopo aver studiato pianoforte per diverso tempo, a diciotto anni si dedica quasi esclusivamente alla chitarra acustica, con la quale inizierà a comporre le prime canzoni. Agli esordi apre molti concerti di artisti come i Jarabe de Palo, Max Gazzè, Marina Rei e Carmen Consoli.
Il testo del suo primo singolo, Serenità, prodotto dalla Virgin, è stato composto in collaborazione con la sua ex compagna, la poetessa Priscilla Antonucci. Nel 2001 ha partecipato alla 51ª edizione del Festival di Sanremo, nella sezione "Nuove proposte", con la canzone Il Signor Domani, vincendo il Premio della Critica Mia Martini. Nel 2003 raggiunge un inaspettato successo commerciale con il singolo Gattomatto, vero e proprio tormentone estivo, incluso nel suo secondo album Angelini. Dall'album verrà anche estratto il singolo La gioia del risveglio. Nel 2005 pubblica, insieme con il violinista Rodrigo D'Erasmo, il disco tributo a Nick Drake (del quale è grande appassionato), dal titolo PongMoon e nello stesso anno figura come session-man nel terzo album di Pino Marino Acqua luce e gas.
Nel 2008 fonda l'etichetta indipendente FioriRari producendo l'album Apnea di Massimo Giangrande. Inoltre partecipa al progetto Violenza 124 ideato da Niccolò Fabi, con il brano strumentale Kabul. Nello stesso anno prende parte all'incisione dell'album Volume I del Collettivo Angelo Mai - Orchestra Mobile di Canzoni e Musicisti, un collettivo nato da un gruppo numeroso di artisti per lo più romani legati ad un centro sociale, l'Angelo Mai Occupato, sito inizialmente in una scuola occupata, poi sgomberato ed ora spostato nei pressi delle Terme di Caracalla a Roma. Il disco del Collettivo Angelo Mai è stato inizialmente prodotto e distribuito dalla Fiori Rari, etichetta neonata di Angelini, e dallo stesso Angelo Mai Occupato, poi nel 2009 è stato distribuito su scala nazionale da Otr Live nel 2009. Nell'album Angelini suona al fianco di Pino Marino, Raffaella Misiti, Massimo Giangrande, Francesco Forni, Rodrigo D'Erasmo, Gabriele Lazzarotti, Cristiano De Fabritiis, Fabio Rondanini, Andrea Pesce.
Anticipato dal singolo Vulcano, il 30 gennaio 2009 esce il suo terzo album di inediti intitolato La vista concessa: l'album, pubblicato dalla Carosello Records, è composto da sedici brani sempre con Nick Drake come ispiratore. Tra questi è presente anche Dicembre, singolo che uscì nel 2006. La produzione artistica è di Sergio Della Monica dei Planet Funk. Tra i pezzi contenuti ne La vista concessa c'è anche la ballata Fino a qui tutto bene inserita nella colonna sonora del film Sleepless, opera prima di Maddalena De Panfilis, in cui il cantautore romano appare in un cameo.
Il brano inedito Tempo e pace viene inserito nella compilation Afterhours presentano: Il paese è reale (19 artisti per un paese migliore?). Sempre nel 2009 collabora come session-man con Niccolò Fabi nell'album Solo un uomo suonando la lap steel guitar nei brani Attesa e inaspettata e La promessa, inoltre, fa la sua prima apparizione sul palco del Concerto del Primo Maggio. Nel 2010 scrive Calore, un brano che viene notato e scelto da Emma come singolo del suo primo EP Oltre, e che porta la cantante alla vittoria nel noto talent show Amici di Maria De Filippi. Calore ottiene un grande successo, raggiungendo le vette di tutte le classifiche più prestigiose e molta popolarità. Bissa la collaborazione con la cantante scrivendo per lei il brano Colori, inserito nell'album A me piace così (2010).
Il 1º febbraio 2011 pubblica il suo primo DVD registrato presso l'Auditorium Parco della Musica di Roma nel novembre 2009 dal titolo Solo live. Il 10 gennaio 2012 esce solo in digitale L'era dell'apparenza, EP che contiene inediti tratti da La vista concessa e le sue interpretazioni di brani che aveva scritto per altri.
Sempre nel 2012, esce Discoverland, un album di undici cover nato dalla collaborazione di Angelini con Pier Cortese. Il disco è stato pubblicato da Fiorirari in coproduzione con Gas Vintage Records, ed è stato registrato usando alcune tecniche rivoluzionarie, per esempio l'uso dell'iPad.
Il 22 giugno esce nelle radio il nuovo singolo Cenere, dal 19 luglio anche in vendita. Il 2 ottobre pubblica il disco Phineas Gage, contenente 10 brani. Il disco prende il nome dall'operaio statunitense, Phineas Gage appunto, che divenne uno tra i più famosi casi di studio delle neuroscienze.
Dal marzo 2013, partecipa alle puntate di Gazebo e dal 29 settembre 2017 a Propaganda Live, erede naturale di Gazebo, su LA7, eseguendo musiche dal vivo insieme al trombettista Giovanni Di Cosimo, al batterista Fabio Rondanini, al bassista Gabriele Lazzarotti, al tastierista Daniele Rossi e al sassofonista Daniele Tittarelli. Nello stesso anno si è inoltre esibito al Concerto del Primo Maggio 2013.
Nel 2014 è parte della band del tour di Fabi-Silvestri-Gazzè e suona la chitarra slide.
Nel 2015 partecipa con voce e lap steel al brano Un paese innocente contenuto nell'album Canti notturni pubblicato dalla rock band pugliese C.F.F. nel 2015 (Maxsound Records / Audioglobe).
Il 26 novembre 2021 pubblica l'album Il cancello nel bosco (Fiori Rari), anticipato dai singoli Incognita e Condor.
Nel maggio 2021 abbandona temporaneamente Propaganda Live a causa di alcune polemiche legate a un suo post sui social. Ha poi ripreso a partecipare al programma per l'ultima puntata della stagione, rimanendo nella band anche nelle stagioni successive.

## Vita privata
L'attrice Claudia Pandolfi è stata sua compagna per 10 anni, dal 2000 al 2010; dalla loro relazione è nato un figlio.

## Discografia

### Album in studio
- 2001 - Il sig. Domani (Virgin)
- 2003 - Angelini (Virgin)
- 2005 - PongMoon sognando Nick Drake - Storie di note
- 2008 - Volume I (con il Collettivo Angelo Mai)
- 2009 - La vista concessa (Carosello CARSH 243)
- 2011 - Solo Live (Fiori Rari)
- 2012 - Discoverland con Pier Cortese (Fiori Rari/Gas Vintage Records)
- 2012 - Phineas Gage (Fiori Rari/Universal)
- 2021 - Il cancello nel bosco (Fiori Rari)

### EP
- 2000 - Roberto Angelini (Virgin Dischi)
- 2004 - Ripropongo (Virgin)
- 2012 - L'era dell'apparenza (Download digitale)

### Singoli
- 2000 - Serenità
- 2001 - Il Signor Domani
- 2001 - Respira
- 2003 - Gattomatto
- 2003 - La gioia del risveglio
- 2004 - 12 anni
- 2005 - Day is done
- 2006 - Dicembre
- 2009 - Vulcano
- 2012 - Joga
- 2012 - L'era dell'apparenza
- 2012 - Cenere
- 2021 - Incognita
- 2021 - Condor

### Brani in compilation
- 2009 - Tempo e pace in Afterhours presentano: Il paese è reale (19 artisti per un paese migliore?)

## Autore
- 2010 - Calore interpretato da Emma
- 2010 - Colori interpretato da Emma
- 2017 - La cosa che rimane interpretato da Elodie
- 2018 - L'isola interpretato da Emma

## Videografia
- 2011 - Solo Live